# Бурбішкі
Бурбішкі (пол. Burbiszki) — село в Польщі, у гміні Сейни Сейненського повіту Підляського воєводства.
Населення — 113 осіб (2011).
У 1975-1998 роках село належало до Сувальського воєводства.

## Демографія
Демографічна структура станом на 31 березня 2011 року:
|          | Загалом | Допрацездатний вік | Працездатний вік | Постпрацездатний вік |
| -------- | ------- | ------------------ | ---------------- | -------------------- |
| Чоловіки | 69      | 7                  | 57               | 5                    |
| Жінки    | 44      | 4                  | 25               | 15                   |
| Разом    | 113     | 11                 | 82               | 20                   |